# Prince of Persia: The Lost Crown
Prince of Persia: The Lost Crown — компьютерная игра в формате 2,5D в жанрах action-adventure и платформера, разработанная и изданная компанией Ubisoft. Это первая основная игра в серии Prince of Persia со времён игры Prince of Persia: The Forgotten Sands. Игра вышла 18 января 2024 года для платформ Nintendo Switch, PlayStation 4, PlayStation 5, Windows, Xbox One и Xbox Series X/S.

## Игровой процесс
Prince of Persia: The Lost Crown — игра в жанре action-adventure с сайд-скроллингом. Главный герой, Саргон, должен перемещаться по платформам с помощью прыжков, скольжения и рывков в воздухе. Для сражения с врагами он использует два меча. Вовремя парировав атаку врага, персонаж частично заполнит полосу силы; когда она будет заполнена полностью, он сможет применить особую способность. В игре есть несколько временных способностей, применимых как в бою, так и при перемещении по платформам. Например, с помощью «Рывка Симурга» Саргон может переместиться вперёд во времени, а с помощью «Тени Симурга» — разместить теневой маркер, который служит контрольной точкой, к которой игрок сможет мгновенно вернуться. Саргон также может надеть один из талисманов, меняющих его способности.
Игра также включает в себя элементы, обычно встречающиеся в метроидваниях. Игровой мир взаимосвязан и наполнен скрытыми переходами и комнатами, а игрокам приходится решать различные головоломки для прохождения игры. Исследуя мир игры, игроки собирают кристаллы Времени, используемые для покупки улучшений для оружия Саргона. Не все головоломки возможно решить при первом посещении локации, однако игрок может сделать скриншот и прикрепить его к игровой карте, чтобы вернуться к ней позднее.

## Сюжет
В игре представлен новый герой по имени Саргон, молодой член клана воинов, называющих себя Бессмертные. Он должен отправиться в проклятый город гор Каф, чтобы спасти похищенного принца Гассана.

## Разработка
Игра разработана компанией Ubisoft Montpellier, студией, стоящей за серией Rayman. Разработка игры длилась около трёх с половиной лет. Композиторами выступили Гарет Кокер и иранский композитор Mentrix. Игра была в значительной степени вдохновлена персидской мифологией. По словам руководителя игры Мунира Ради, команда хотела «пролить свет на мифологию, которая, вероятно, недостаточно известна», а также показать, какое влияние оказала персидская культура на мифологии других народов, добавив в игру таких монстров, как мантикора, в качестве боссов.
The Lost Crown — оригинальная игра, действие которой происходит во вселенной Prince of Persia, не являющаяся ни сиквелом, ни приквелом предыдущих игр. В игре также представлены силы времени из серии The Sands of Time, хотя они используются антагонистом игры, а не Саргоном. Команда описала Саргона как «одарённого молодого воина», «акробатического», «быстрого» и «ловкого». С ним команда надеялась модернизировать имидж франшизы. По словам арт-директора Жана-Кристофера Алессандри, команда хотела представить «свежий визуальный дизайн» для франшизы, добавив отсылки на «современную культуру, городскую культуру и моду».
Игра была официально анонсирована в июне 2023 года, хотя её дебютный трейлер получил смешанные отзывы. Создатель серии Джордан Мекнер, хотя и не принимал непосредственного участия в разработке игры, выразил свою поддержку команде и описал её как «игру Prince of Persia, которую я хотел».

## Критика и оценки
| Сводный рейтинг       | Сводный рейтинг                                    |
| Агрегатор             | Оценка                                             |
| --------------------- | -------------------------------------------------- |
| Metacritic            | (NS) 87/100 (PC) 84/100 (PS5) 86/100 (XSXS) 86/100 |
| Иноязычные издания    |                                                    |
| Издание               | Оценка                                             |
| Destructoid           | 8,5/10                                             |
| Digital Trends        | [ 18 ]                                             |
| Eurogamer             | [ 19 ]                                             |
| Game Informer         | 9,5/10                                             |
| GameSpot              | 9/10                                               |
| GamesRadar+           | [ 22 ]                                             |
| Hardcore Gamer        | [ 23 ]                                             |
| IGN                   | 8/10                                               |
| Nintendo Life         | [ 25 ]                                             |
| NME                   | [ 26 ]                                             |
| Nintendo World Report | 9/10                                               |
| PCGamesN              | 7/10                                               |
| PC Gamer (US)         | 72/100                                             |
| Push Square           | [ 30 ]                                             |
| Shacknews             | 9/10                                               |
| The Guardian          | [ 32 ]                                             |
| VG247                 | [ 33 ]                                             |
| VideoGamer            | 8/10                                               |
| Video Games Chronicle | [ 35 ]                                             |
| Русскоязычные издания |                                                    |
| Издание               | Оценка                                             |
| StopGame.ru           | Похвально                                          |

Игра получила  преимущественно положительные отзывы. На сайте-агрегаторе Metacritic средняя оценка игры составляет 86 из 100 баллов.
Сотрудник Ubisoft сообщил, что продажи Prince of Persia: The Lost Crown превысили 1,3 миллиона копий спустя год после релиза.